# Mark Boone Junior
Mark Boone Junior, né le 17 mars 1955 à Cincinnati, est un acteur américain.
Il est surtout connu pour ses rôles dans les films Memento et Batman Begins de Christopher Nolan) ainsi que pour celui de Bobby Elvis dans la série télévisée Sons of Anarchy (2008-2014).

## Jeunesse et éducation
Boone naît Mark Heidrich à Cincinnati, Ohio, de Ginny, une enseignante à la retraite, et de Bob Heidrich, un ancien consultant en construction. Il grandit sur la rive nord de Chicago et fréquente l'Université du Vermont. Il joue dans l'équipe de football de l'école. Il déménage à New York après l'université, où il commence sa carrière en jouant du stand-up avec son ami de longue date Steve Buscemi. Son nom de scène, Boone, est aussi son surnom; il l'a choisi dans un mémorial de guerre de New York.

## Carrière
Boone dépeint fréquemment un policier corrompu ou une autre figure d'autorité, comme dans Seven (en tant qu'agent du FBI) et en tant que policier corrompu dans Batman Begins. Il a joué dans plus de 70 films, dont 2 Fast 2 Furious, Get Carter, The General's Daughter, The Thin Red Line et Die Hard 2. Il a fait des apparitions à la télévision dans Law & Order, Seinfeld, Curb Your Enthusiasm et plusieurs autres émissions. Il a joué un petit rôle dans Armageddon et dans un épisode de la série dramatique de la prison HBO Oz. Il est apparu dans certains films de Buscemi, notamment Trees Lounge et dans le rôle de "Evil" dans Lonesome Jim. En 1987, Boone partage la vedette avec Richard Edson dans Not a Door: A Spectacle, la performance artistique collaborative de Scott B et Joseph Nechvatal à Hallwalls basée sur la poésie de Saint Jean de la Croix , La tentation de Flaubert de saint Antoine et œuvres de Jean Genet et Georges Bataille.
Boone était un membre régulier de la distribution de la série dramatique télévisée Sons of Anarchy, jouant Bobby "Elvis" Munson. Dans un épisode de la série télévisée Quantum Leap, il joue un motard nommé Mad Dog, semblable à son personnage plusieurs années plus tard dans Sons of Anarchy. En 2011, il joue le rôle du père de Vincent Dooly dans The Mother of Invention.
Il est apparu dans deux films de Christopher Nolan : Memento, en tant que Burt, le responsable de la réception du Discount Inn., et Batman Begins, où il joue Arnold Flass le policier corrompu, le partenaire tordu du policier intègre James Gordon.

## Filmographie

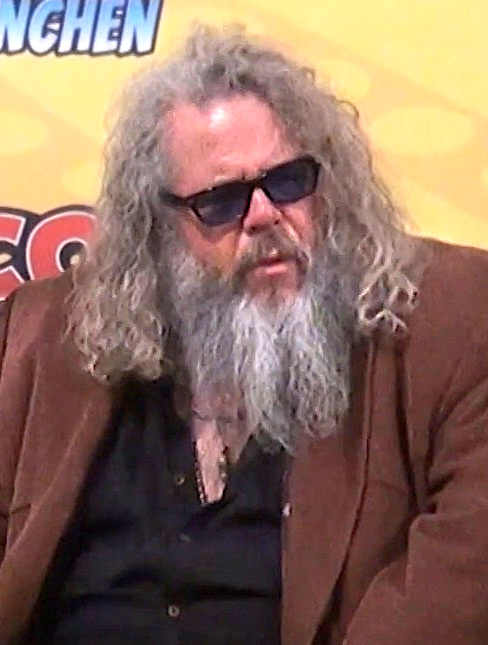
Mark Boone Junior en 2018

### Cinéma et téléfilms
- 1981 : Anybody's woman de Bette Gordon : Rôle non défini
- 1983 : Variety de Bette Gordon : Client/Gérant d'affaire
- 1983 : Born in Flames de Lizzie Borden : Homme harcelant une femme dans le métro
- 1985 : The Way It Is de Eric Mitchell : Hank/Azrael
- 1986 : Film House Fever de Domonic Paris : Vinnie
- 1988 : Landlord Blues de Jacob Burckhardt : George
- 1989 : Prisoners of Inertia de Jeffrey Noyes Scher : Weed
- 1989 : Last Exit to Brooklyn de Uli Edel : Willie
- 1990 : In the Spirit de Sandra Seacat : 3e policier
- 1990 : Sandra Seacat de Liza Bear : Herman
- 1990 : 58 minutes pour vivre (Die Hard 2) de Renny Harlin : Shockley
- 1991 : Fever - Téléfilm de Larry Elikann : Leonard
- 1991 : Un crime dans la tete (Delirious) de Tom Mankiewicz : Un gars du câble
- 1992 : Sketch Artist Téléfilm de Phedon Papamichael : Sturges
- 1992 : Des souris et des hommes de Gary Sinise :  Chauffeur de bus
- 1992 : What Happened to Pete Court-métrage de Steve Buscemi : Pete
- 1993 : Daybreak Téléfilm de Stephen Tolkin : Garde en quarantaine
- 1993 : The Paint Job de Michael Taav : Tom
- 1993 : Geronimo de Walter Hill : Mineur effrayé
- 1995 : Seven de David Fincher : Le gros gars du F.B.I.
- 1995 : Naomi & Wynonna: Love Can Build a Bridge : Téléfilm de Bobby Roth : Redneck
- 1995 : Mort ou vif de Sam Raimi : Scars
- 1996 : Trees Lounge de Steve Buscemi : Mike
- 1997 : The Game de David Fincher : Le détective privé
- 1997 : Rosewood de John Singleton : Poly
- 1998 : Armageddon de Michael Bay : homme à NY
- 1998 : Montana de Jennifer Leitzes
- 1998 : Vampires de  John Carpenter : Catlin
- 1998 : La Ligne rouge de Terrence Malick : Peale
- 1998 : Souviens-toi... l'été dernier 2 de Danny Cannon : Le vendeur du magasin
- 1999 : Le Déshonneur d'Elisabeth Campbell de Simon West : Dalbert Elkins
- 1999 : Unité spéciale : une femme d'action (en) de Dean Parisot : Jake Neill
- 2000 : Memento de Christopher Nolan : Burte
- 2001 : Animal Factory de Steve Buscemi : Paul Adams
- 2001 : Get Carter de Stephen T. Kay : Jim Davis
- 2003 : 2 Fast 2 Furious de John Singleton : l'inspecteur Whitworth
- 2005 : Batman Begins de Christopher Nolan : Arnold Flass, le policier corrompu
- 2005 : Lonesome Jim de Steve Buscemi : Evil
- 2006 : Blackout de Simon Brand (en) : Juarez
- 2008 : 30 jours de nuit de David Slade : Bower
- 2009 : Frozen River de Courtney Hunt : Jacques Bruneau
- 2010 : Petits Suicides entre amis de Goran Dukic (en) : Mike
- 2013 : Lost Angeles de Phedon Papamichael : Stefan Snie
- 2014 : Life of Crime de Daniel Schechter : Richard
- 2016 : The Birth of a Nation de Nate Parker : le révérend Walthall
- 2017 : American Satan de Ash Avildsen : Elias
- 2017 : Ghost House de Rich Ragsdale : Reno
- 2025 : O'Dessa de Geremy Jasper : Walt

### Télévision

#### Séries télévisées
- 2001 : Larry et son nombril (saison 2, épisode 9) : Un clochard
- 2008 - 2014 : Sons of Anarchy : Bobby « Elvis » Munson, secrétaire
- 2014 : New York, unité spéciale (saison 15, épisode 14) : Roger Pierson
- 2015 : American Patriot : Rob Saperstein
- 2016 : The Last Man on Earth : Pat Brown (3 épisodes)
- 2016 - 2017 : Flaked : Jerry[1]
- 2017 : Elementary (saison 5, épisode 17  "The Ballad of Lady Frances")
- 2019 : The Mandalorian : Ranzar Malk

### Jeu vidéo
- 2005 : Batman Begins : Flass

## Voix françaises
En France, Mark Boone Junior est doublé par plusieurs comédiens. Parmi les plus fréquents, Pascal Casanova et Sylvain Lemarié l'ont doublé à trois reprises chacun.
En France
| - Pascal Casanova dans : - Memento - 2 Fast 2 Furious - Batman Begins - Sylvain Lemarié (*1952 - 2023) dans (les séries télévisées) : - Sons of Anarchy - The Last Man on Earth - Elementary - Achille Orsoni (*1952 - 2019) dans : - Vampires - American Patriot (série télévisée) - Gilles Morvan dans : - 30 jours de nuit - O'Dessa | Et aussi - Luc Florian (*1951 - 2023) dans Mort ou vif - Bruno Magne dans Batman Begins (voix, jeu vidéo) - Jacques Frantz dans The Birth of a Nation - Paul Borne dans The Mandalorian (série télévisée) - Jean-Bernard Guillard dans Ida Red (en) - Christophe Seugnet dans The Gateway - Yann Pichon dans L'Imposteur (en) |

Au Québec